# 4 Aquarii
4 Aquarii è una stella binaria di magnitudine 6,07 situata nella costellazione dell'Aquario. Dista 192 anni luce dal sistema solare.

## Osservazione
Si tratta di una stella situata nell'emisfero celeste australe, ma molto in prossimità dell'equatore celeste; ciò comporta che possa essere osservata da tutte le regioni abitate della Terra senza alcuna difficoltà e che sia invisibile soltanto molto oltre il circolo polare artico. Nell'emisfero sud invece appare circumpolare solo nelle aree più interne del continente antartico. La sua magnitudine pari a 6,1 la pone al limite della visibilità ad occhio nudo, pertanto per essere osservata senza l'ausilio di strumenti occorre un cielo limpido e possibilmente senza Luna.
Il periodo migliore per la sua osservazione nel cielo serale ricade nei mesi compresi fra fine giugno e novembre; da entrambi gli emisferi il periodo di visibilità rimane indicativamente lo stesso, grazie alla posizione della stella non lontana dall'equatore celeste.

## Caratteristiche fisiche
La stella è una nana bianco-gialla nella sequenza principale; possiede una magnitudine assoluta di 2,22 e la sua velocità radiale negativa indica che la stella si sta avvicinando al sistema solare.

## Sistema stellare
4 Aquarii è un sistema multiplo formato da 4 componenti, anche se certamente legate gravitazionalmente sono le due componenti più vicine tra loro, A e B, di magnitudine 6,07 e 7,6. A e B hanno masse rispettivamente di 1,61 e 1,33 masse solari, e sono separate tra loro di circa 60 UA, ruotando attorno al comune centro di massa in un periodo di circa 203 anni
La componente C è di magnitudine 12,9, separata da 68,7 secondi d'arco da A e con angolo di posizione di 316 gradi. La componente D è di magnitudine 9,4, separata da 131,3 secondi d'arco da A e con angolo di posizione di 329 gradi.